# 浙江大学光电科学与工程学院
浙江大学光电科学与工程学院是浙江大学的一个学院，现属于信息学部，前身为光电信息工程学系。它由原浙江大学光学仪器专业发展而来，是中国光学工程学科的诞生地。

## 概况
浙大光学工程学科是国家重点学科，也是浙大最具影响的一个优势学科。1952年，教育部根据中国科学院院士、光学专家王大珩的倡议，在浙大设置了国内第一个光学仪器专业；1960年浙江大学成立了光学仪器工程学系；1998年成立光电信息工程学系。
1984年建立光学仪器博士点；1985年建立仪器仪表博士后流动站；1988年光学工程学科被评为国家重点学科；1989年建立现代光学仪器国家重点实验室；1994年建立国家光学仪器工程技术研究中心；2007年建立国防重点学科实验室。
光电系承担的十五211工程建设项目“光子技术与光电信息工程”为浙大首个标志性成果；2005年“光学工程博士后流动站”被评为全国优秀博士后流动站；2005至2008年光学工程学科连续四年获得全国高校研究生院一级学科评比第一名。
近60年来，浙大光电系培养了近6000名本科生、1500多名硕士和300多名博士，成为中国知名的光学工程学科国家级科学研究和人才培养的基地。现每年招收大约140名本科生、90名硕士生、40名博士生。

## 师资力量
至2010年5月底，有教职工121人，其中教学科研人员66人（博导27名），19名实验及管理辅助人员，11名教学科研流动人员，14名博士后流动人员，教师拥有博士学位比例达85％。

## 研究机构
光学工程学科目前设置有：
- 光学工程研究所
- 光电信息及检测技术研究所
- 光电子技术研究所
- 光电显示技术研究所
- 先进纳米光子学研究所
- 光及电磁波研究中心
- 光学惯性技术工程研究中心

近5年来，光学工程学科在微纳光波导、光学光电子薄膜及光电显示、高精度光纤传感和新颖人工光电介质领域取得国际先进的研究成果。承担150余项国家大中型科研项目；获7项国家及省部级以上奖励；被SCI收录450余篇论文；出版15部教材；目前有49项在研科研项目，年科研经费4000余万元，产学研效益在10亿元以上。